# Nicholas Santos
Nicholas Araújo Dias dos Santos (Ribeirão Preto, 14 februari 1980) is een Braziliaanse zwemmer. Hij vertegenwoordigde zijn vaderland op de Olympische Zomerspelen 2008 in Peking en op de Olympische Zomerspelen 2012 in Londen.

## Carrière
Bij zijn internationale debuut, op de wereldkampioenschappen zwemmen 2001 in Fukuoka, strandde Santos in de series van zowel de 50 meter vrije slag als de 50 meter vlinderslag.
Op de wereldkampioenschappen kortebaanzwemmen 2002 in Moskou werd de Braziliaan uitgeschakeld in de halve finales van de 50 meter vlinderslag en in de series van de 50 meter vrije slag. In Yokohama nam Santos deel aan de Pan Pacific kampioenschappen zwemmen 2002, op dit toernooi strandde hij in de halve finales van de 50 meter vrije slag en in de series van de 100 meter vrije slag.
Tijdens de wereldkampioenschappen zwemmen 2003 in Barcelona werd de Braziliaan uitgeschakeld in de series van de 50 meter vlinderslag.
Op de wereldkampioenschappen kortebaanzwemmen 2004 in Indianapolis veroverde Santos de bronzen medaille op de 50 meter vrije slag, op de 100 meter vrije slag eindigde hij op de achtste plaats. Samen met César Cielo Filho, Thiago Pereira en Cristiano Santos sleepte hij de zilveren medaille in de wacht op de 4x100 meter vrije slag.

### 2006-2008
In Shanghai nam de Braziliaan deel aan de wereldkampioenschappen kortebaanzwemmen 2006, op dit toernooi eindigde hij als zevende op de 50 meter vrije slag en werd hij uitgeschakeld in de series van de 50 meter vlinderslag. Op de 4x100 meter vrije slag eindigde hij samen met Guilherme Santos, César Cielo Filho en Rodrigo Castro op de vijfde plaats. Tijdens de Pan Pacific kampioenschappen zwemmen 2006 in Victoria eindigde Santos als tiende op de 50 meter vrije slag, op de 50 meter vlinderslag strandde hij in de series.
Op de Pan-Amerikaanse Spelen 2007 in Rio de Janeiro legde Santos, op de 50 meter vrije slag, beslag op de zilveren medaille. Samen met Fernando Silva, Thiago Pereira en Eduardo Deboni zwom hij in de series van de 4x100 meter vrije slag, in de finale veroverden Silva en Deboni samen met Nicolas Oliveira en César Cielo Filho de gouden medaille. Voor zijn aandeel in de series ontving Santos eveneens de gouden medaille.
In Peking nam de Braziliaan deel aan de Olympische Zomerspelen van 2008, op dit toernooi werd hij uitgeschakeld in de halve finales van de 50 meter vrije slag.

### 2009-heden
Tijdens de wereldkampioenschappen zwemmen 2009 in Rome eindigde Santos als vijfde op de 50 meter vlinderslag, daarnaast strandde hij in de halve finales van de 50 meter vrije slag.
Op de Pan Pacific kampioenschappen zwemmen 2010 in Irvine sleepte de Braziliaan de zilveren medaille in de wacht op de 50 meter vlinderslag, daarnaast eindigde hij als dertiende op de 50 meter vrije slag en werd hij uitgeschakeld in de series van de 100 meter vrije slag. In Dubai nam Santos deel aan de wereldkampioenschappen kortebaanzwemmen 2010. Op dit toernooi eindigde hij als vierde op de 50 meter vlinderslag en strandde hij in de halve finales van de 50 meter vrije slag, op de 4x100 meter vrije slag legde hij samen met César Cielo Filho, Marcelo Chierighini en Nicolas Oliveira beslag op de bronzen medaille.
Tijdens de Pan-Amerikaanse Spelen 2011 in Guadalajara veroverde de Braziliaan samen met Bruno Fratus, César Cielo Filho en Nicolas Oliveira de gouden medaille op de 4x100 meter vrije slag.
Op de Olympische Zomerspelen van 2012 in Londen werd Santos samen met Nicolas Oliveira, Bruno Fratus en Marcelo Chierighini uitgeschakeld in de series van de 4x100 meter vrije slag. In Istanboel nam de Braziliaan deel aan de wereldkampioenschappen kortebaanzwemmen 2012. Op dit toernooi werd hij wereldkampioen op de 50 meter vlinderslag.
Op de wereldkampioenschappen zwemmen 2013 in Barcelona eindigde Santos vierde in de finale van de 50 meter vlinderslag.

## Internationale toernooien
| Jaar | Olympische Spelen    | WK langebaan                             | WK kortebaan                                                | PanPacs                                                    | Pan-Ams                                                          |
| ---- | -------------------- | ---------------------------------------- | ----------------------------------------------------------- | ---------------------------------------------------------- | ---------------------------------------------------------------- |
| 2001 |                      | 30e 50m vrije slag 28e 50m vlinderslag   |                                                             |                                                            |                                                                  |
| 2002 |                      |                                          | 28e 50m vrije slag 13e 50m vlinderslag                      | 12e 50m vrije slag serie 100m vrije slag                   |                                                                  |
| 2003 |                      | 40e 50m vlinderslag                      |                                                             |                                                            | geen deelname                                                    |
| 2004 | geen deelname        |                                          | 50m vrije slag · 8e 100m vrije slag · 4x100m vrije slag     |                                                            |                                                                  |
| 2005 |                      | geen deelname                            |                                                             |                                                            |                                                                  |
| 2006 |                      |                                          | 7e 50m vrije slag 21e 50m vlinderslag 5e 4x100m vrije slag  | 10e 50m vrije slag 30e 50m vlinderslag                     |                                                                  |
| 2007 |                      | geen deelname                            |                                                             |                                                            | 50m vrije slag · 4x100m vrije slag · Santos zwom enkel de series |
| 2008 | 16e 50m vrije slag   |                                          | geen deelname                                               |                                                            |                                                                  |
| 2009 |                      | 10e 50m vrije slag 5e 50m vlinderslag    |                                                             |                                                            |                                                                  |
| 2010 |                      |                                          | 13e 50m vrije slag · 4e 50m vlinderslag · 4x100m vrije slag | 13e 50m vrije slag · 35e 100m vrije slag · 50m vlinderslag |                                                                  |
| 2011 |                      | geen deelname                            |                                                             |                                                            | 4x100m vrije slag                                                |
| 2012 | 9e 4x100m vrije slag |                                          | serie 50m vrije slag · 50m vlinderslag                      |                                                            |                                                                  |
| 2013 |                      | 4e 50m vlinderslag 12e 4x100m wisselslag |                                                             |                                                            |                                                                  |

## Persoonlijke records
Bijgewerkt tot en met 13 augustus 2013
Kortebaan
| Afstand         | Tijd  | Datum            | Plaats  |
| --------------- | ----- | ---------------- | ------- |
| 50m vrije slag  | 20,74 | 15 november 2009 | Berlijn |
| 100m vrije slag | 47,33 | 15 december 2010 | Dubai   |
| 50m vlinderslag | 22,17 | 14 november 2009 | Berlijn |

Langebaan
| Afstand         | Tijd  | Datum        | Plaats         |
| --------------- | ----- | ------------ | -------------- |
| 50m vrije slag  | 21,69 | 31 juli 2009 | Rome           |
| 100m vrije slag | 49,14 | 1 mei 2009   | Rio de Janeiro |
| 50m vlinderslag | 22,81 | 28 juli 2013 | Barcelona      |